# Jefferson County, Iowa
Jefferson County är ett administrativt område i delstaten Iowa, USA, med 16 843 invånare. Den administrativa huvudorten (county seat) är Fairfield.

## Geografi
Enligt United States Census Bureau har countyt en total area på 1 131 km². 1 127 km² av den arean är land och 4 km² är vatten.

### Angränsande countyn
- Keokuk County - nordväst
- Washington County - nordost
- Henry County - öst
- Van Buren County - syd
- Wapello County - väst

### Orter
- Batavia
- Packwood